# Darevskia mixta
Darevskia mixta es una especie de lagarto del género Darevskia, familia Lacertidae. Fue descrita científicamente por Méhely en 1909.
Habita en el suroeste de la República de Georgia (pequeño Cáucaso).